# Nicolas Kiesa
Nicolas Kiesa, född 3 mars 1978 i Köpenhamn, är en dansk racerförare.

## Racingkarriär
Kiesa tävlade i formel 3000 men körde också fem lopp för formel 1-stallet Minardi i säsongen 2003. Sommaren 2005 blev han testförare för Jordan.

## F1-karriär
| Säsong | Stall/Tillverkare | Poäng | Placering |
| ------ | ----------------- | ----- | --------- |
| 2003   | Minardi-Cosworth  | 0     | –         |